# 5405 Неверленд
5405 Неверленд (5405 Neverland) — астероїд головного поясу, відкритий 11 квітня 1991 року.
Тіссеранів параметр щодо Юпітера — 3,321.